# The Twins (Südliche Orkneyinseln)
The Twins (englisch für Die Zwillinge) sind zwei benachbarte Klippenfelsen im Archipel der Südlichen Orkneyinseln. Sie liegen 800 m südlich des südlichen Endes von Monroe Island.
Wissenschaftler der britischen Discovery Investigations kartierten und benannten sie 1933.